# Pierre Plate de la Pochetière
La Pierre Plate de la Pochetière ou menhir de la Pochetière est un menhir situé à Cholet, dans le département français de Maine-et-Loire.

## Protection
Le menhir est situé dans le Parc du menhir. Il est inscrit au titre des monuments historiques en 1976.

## Description
Le menhir est constitué d'une dalle de granit gris à mica noir, dit «granit des Aubiers», que l'on trouve naturellement sur place. Il mesure 2,30 m de hauteur pour 1,75 m de large et 0,70 m d'épaisseur. Le sommet du menhir est arrondi. Son axe majeur est orienté au nord-est.